# Cossé-Brissac
La famiglia Cossé è una casata della nobiltà francese. Conta quattro marescialli di Francia, alcuni generali, dei pari di Francia, sei cavalieri del Santo Spirito, due governatori di Parigi, alcuni grandi panettieri di Francia, dei gran falconieri Francia, tre vescovi e un politico nella quinta Repubblica francese.

## Storia
La famiglia risale al 1492., ma dei Cossé sono documentati già dal 1040 circa, sebbene non sia accertato se si trattasse di una sola famiglia. Fiacre de Cossé, nel 1180, era amico del re Filippo Augusto.
I Cossé-Brissac erano originari della Mayenne, dove possedevano alcune signorie, come quella di Cossé-en-Champagne, Mée (o Ménil) e il castello di Craon, che fu venduto per la fondazione di un convento nell'Ottocento. Nel XV secolo, si spostarono in Angiò, al servizio della regina Jeanne de Laval, ed acquisirono la signoria di Brissac, con il relativo castello, comprandola dai Brézé. Da quel momento si stabilirono in Angiò e con vari matrimoni presero possesso di diverse signorie bretoni come Assigné, Coetmen e Malestroit.
La famiglia ricevette i titoli di duca di Brissac e pari di Francia nel 1611. Alcuni membri della famiglia avevano già portato in precedenza il titolo di duca di Cossé. Il titolo spagnolo di principe di Robech fu ottenuto tramite un matrimonio del 1817 e divenne quindi Lévis-Mirepoix nel 1925 dopo un matrimonio del 1906.

## Albero genealogico
|  |  |                                                              |                                                              |                                                              |                                                              |                                                              |                                                              |  |  |                                                                      |                                                                      |                                                                      |                                                                      |                                                                      |                                                                      |  |  |                                                                                        |                                                                                        |                                                                                              |                                                                                              | Tibaldo di Cossé 1430-1503                                                                   |                                                                                              |                                                                                              |                                                                                              |                                                                        |                                                                        |                                                                        |                                                                        |                                                                        |                                                                        |                                     |                                     |                                                                  |                                                                  |                                                                  |                                                                  |                                                                  |                                                                  |                                               |                                               |                                                                 |                                                                 |                                                                 |                                                                 |                                                                 |                                                                 |  |  |  |  |  |  |  |  |  |  |  |  |  |  |  |  |  |  |  |  |  |  |  |  |  |  |  |  |  |  |  |  |  |  |  |  |  |  |  |  |  |  |  |  |  |  |  |  |  |  |  |  |
|  |  |                                                              |                                                              |                                                              |                                                              |                                                              |                                                              |  |  |                                                                      |                                                                      |                                                                      |                                                                      |                                                                      |                                                                      |  |  |                                                                                        |                                                                                        |                                                                                              |                                                                                              |                                                                                              |                                                                                              |                                                                                              |                                                                                              |                                                                        |                                                                        |                                                                        |                                                                        |                                                                        |                                                                        |                                     |                                     |                                                                  |                                                                  |                                                                  |                                                                  |                                                                  |                                                                  |                                               |                                               |                                                                 |                                                                 |                                                                 |                                                                 |                                                                 |                                                                 |  |  |  |  |  |  |  |  |  |  |  |  |  |  |  |  |  |  |  |  |  |  |  |  |  |  |  |  |  |  |  |  |  |  |  |  |  |  |  |  |  |  |  |  |  |  |  |  |  |  |  |  |
|  |  |                                                              |                                                              |                                                              |                                                              |                                                              |                                                              |  |  |                                                                      |                                                                      |                                                                      |                                                                      |                                                                      |                                                                      |  |  |                                                                                        |                                                                                        |                                                                                              |                                                                                              | Renato di Cossé 1460-1540 Signore di Brissac                                                 |                                                                                              |                                                                                              |                                                                                              |                                                                        |                                                                        |                                                                        |                                                                        |                                                                        |                                                                        |                                     |                                     |                                                                  |                                                                  |                                                                  |                                                                  |                                                                  |                                                                  |                                               |                                               |                                                                 |                                                                 |                                                                 |                                                                 |                                                                 |                                                                 |  |  |  |  |  |  |  |  |  |  |  |  |  |  |  |  |  |  |  |  |  |  |  |  |  |  |  |  |  |  |  |  |  |  |  |  |  |  |  |  |  |  |  |  |  |  |  |  |  |  |  |  |
|  |  |                                                              |                                                              |                                                              |                                                              |                                                              |                                                              |  |  |                                                                      |                                                                      |                                                                      |                                                                      |                                                                      |                                                                      |  |  |                                                                                        |                                                                                        |                                                                                              |                                                                                              |                                                                                              |                                                                                              |                                                                                              |                                                                                              |                                                                        |                                                                        |                                                                        |                                                                        |                                                                        |                                                                        |                                     |                                     |                                                                  |                                                                  |                                                                  |                                                                  |                                                                  |                                                                  |                                               |                                               |                                                                 |                                                                 |                                                                 |                                                                 |                                                                 |                                                                 |  |  |  |  |  |  |  |  |  |  |  |  |  |  |  |  |  |  |  |  |  |  |  |  |  |  |  |  |  |  |  |  |  |  |  |  |  |  |  |  |  |  |  |  |  |  |  |  |  |  |  |  |
|  |  |                                                              |                                                              |                                                              |                                                              |                                                              |                                                              |  |  |                                                                      |                                                                      |                                                                      |                                                                      |                                                                      |                                                                      |  |  |                                                                                        |                                                                                        |                                                                                              |                                                                                              |                                                                                              |                                                                                              |                                                                                              |                                                                                              |                                                                        |                                                                        |                                                                        |                                                                        |                                                                        |                                                                        |                                     |                                     |                                                                  |                                                                  |                                                                  |                                                                  |                                                                  |                                                                  |                                               |                                               |                                                                 |                                                                 |                                                                 |                                                                 |                                                                 |                                                                 |  |  |  |  |  |  |  |  |  |  |  |  |  |  |  |  |  |  |  |  |  |  |  |  |  |  |  |  |  |  |  |  |  |  |  |  |  |  |  |  |  |  |  |  |  |  |  |  |  |  |  |  |
|  |  |                                                              |                                                              |                                                              |                                                              |                                                              |                                                              |  |  | Carlo I di Cossé 1507-1564 Conte di Brissac e Maresciallo di Francia | Carlo I di Cossé 1507-1564 Conte di Brissac e Maresciallo di Francia | Carlo I di Cossé 1507-1564 Conte di Brissac e Maresciallo di Francia | Carlo I di Cossé 1507-1564 Conte di Brissac e Maresciallo di Francia | Carlo I di Cossé 1507-1564 Conte di Brissac e Maresciallo di Francia | Carlo I di Cossé 1507-1564 Conte di Brissac e Maresciallo di Francia |  |  | Filippo di Cossé 1509-1548 Vescovo di Coutances                                        | Filippo di Cossé 1509-1548 Vescovo di Coutances                                        | Filippo di Cossé 1509-1548 Vescovo di Coutances                                              | Filippo di Cossé 1509-1548 Vescovo di Coutances                                              | Filippo di Cossé 1509-1548 Vescovo di Coutances                                              | Filippo di Cossé 1509-1548 Vescovo di Coutances                                              |                                                                                              |                                                                                              | Artus di Cossé 1512-1582 Signore di Gonnord e Maresciallo di Francia   | Artus di Cossé 1512-1582 Signore di Gonnord e Maresciallo di Francia   | Artus di Cossé 1512-1582 Signore di Gonnord e Maresciallo di Francia   | Artus di Cossé 1512-1582 Signore di Gonnord e Maresciallo di Francia   | Artus di Cossé 1512-1582 Signore di Gonnord e Maresciallo di Francia   | Artus di Cossé 1512-1582 Signore di Gonnord e Maresciallo di Francia   |                                     |                                     | Anna di Cossé Dama di Surgères                                   | Anna di Cossé Dama di Surgères                                   | Anna di Cossé Dama di Surgères                                   | Anna di Cossé Dama di Surgères                                   | Anna di Cossé Dama di Surgères                                   | Anna di Cossé Dama di Surgères                                   |                                               |                                               |                                                                 |                                                                 |                                                                 |                                                                 |                                                                 |                                                                 |  |  |  |  |  |  |  |  |  |  |  |  |  |  |  |  |  |  |  |  |  |  |  |  |  |  |  |  |  |  |  |  |  |  |  |  |  |  |  |  |  |  |  |  |  |  |  |  |  |  |  |  |
|  |  |                                                              |                                                              |                                                              |                                                              |                                                              |                                                              |  |  | Carlo I di Cossé 1507-1564 Conte di Brissac e Maresciallo di Francia | Carlo I di Cossé 1507-1564 Conte di Brissac e Maresciallo di Francia | Carlo I di Cossé 1507-1564 Conte di Brissac e Maresciallo di Francia | Carlo I di Cossé 1507-1564 Conte di Brissac e Maresciallo di Francia | Carlo I di Cossé 1507-1564 Conte di Brissac e Maresciallo di Francia | Carlo I di Cossé 1507-1564 Conte di Brissac e Maresciallo di Francia |  |  | Filippo di Cossé 1509-1548 Vescovo di Coutances                                        | Filippo di Cossé 1509-1548 Vescovo di Coutances                                        | Filippo di Cossé 1509-1548 Vescovo di Coutances                                              | Filippo di Cossé 1509-1548 Vescovo di Coutances                                              | Filippo di Cossé 1509-1548 Vescovo di Coutances                                              | Filippo di Cossé 1509-1548 Vescovo di Coutances                                              |                                                                                              |                                                                                              | Artus di Cossé 1512-1582 Signore di Gonnord e Maresciallo di Francia   | Artus di Cossé 1512-1582 Signore di Gonnord e Maresciallo di Francia   | Artus di Cossé 1512-1582 Signore di Gonnord e Maresciallo di Francia   | Artus di Cossé 1512-1582 Signore di Gonnord e Maresciallo di Francia   | Artus di Cossé 1512-1582 Signore di Gonnord e Maresciallo di Francia   | Artus di Cossé 1512-1582 Signore di Gonnord e Maresciallo di Francia   |                                     |                                     | Anna di Cossé Dama di Surgères                                   | Anna di Cossé Dama di Surgères                                   | Anna di Cossé Dama di Surgères                                   | Anna di Cossé Dama di Surgères                                   | Anna di Cossé Dama di Surgères                                   | Anna di Cossé Dama di Surgères                                   |                                               |                                               |                                                                 |                                                                 |                                                                 |                                                                 |                                                                 |                                                                 |  |  |  |  |  |  |  |  |  |  |  |  |  |  |  |  |  |  |  |  |  |  |  |  |  |  |  |  |  |  |  |  |  |  |  |  |  |  |  |  |  |  |  |  |  |  |  |  |  |  |  |  |
|  |  |                                                              |                                                              |                                                              |                                                              |                                                              |                                                              |  |  |                                                                      |                                                                      |                                                                      |                                                                      |                                                                      |                                                                      |  |  |                                                                                        |                                                                                        |                                                                                              |                                                                                              |                                                                                              |                                                                                              |                                                                                              |                                                                                              |                                                                        |                                                                        |                                                                        |                                                                        |                                                                        |                                                                        |                                     |                                     |                                                                  |                                                                  |                                                                  |                                                                  |                                                                  |                                                                  |                                               |                                               |                                                                 |                                                                 |                                                                 |                                                                 |                                                                 |                                                                 |  |  |  |  |  |  |  |  |  |  |  |  |  |  |  |  |  |  |  |  |  |  |  |  |  |  |  |  |  |  |  |  |  |  |  |  |  |  |  |  |  |  |  |  |  |  |  |  |  |  |  |  |
|  |  |                                                              |                                                              |                                                              |                                                              |                                                              |                                                              |  |  | Timoleone di Cossé 1543-1569 Conte di Brissac                        | Timoleone di Cossé 1543-1569 Conte di Brissac                        | Timoleone di Cossé 1543-1569 Conte di Brissac                        | Timoleone di Cossé 1543-1569 Conte di Brissac                        | Timoleone di Cossé 1543-1569 Conte di Brissac                        | Timoleone di Cossé 1543-1569 Conte di Brissac                        |  |  |                                                                                        |                                                                                        | Carlo II di Cossé 1562-1621 I Duca di Brissac e Maresciallo di Francia                       | Carlo II di Cossé 1562-1621 I Duca di Brissac e Maresciallo di Francia                       | Carlo II di Cossé 1562-1621 I Duca di Brissac e Maresciallo di Francia                       | Carlo II di Cossé 1562-1621 I Duca di Brissac e Maresciallo di Francia                       | Carlo II di Cossé 1562-1621 I Duca di Brissac e Maresciallo di Francia                       | Carlo II di Cossé 1562-1621 I Duca di Brissac e Maresciallo di Francia                       |                                                                        |                                                                        |                                                                        |                                                                        | Diana di Cossé Contessa di Mansfeld                                    | Diana di Cossé Contessa di Mansfeld                                    | Diana di Cossé Contessa di Mansfeld | Diana di Cossé Contessa di Mansfeld | Diana di Cossé Contessa di Mansfeld                              | Diana di Cossé Contessa di Mansfeld                              |                                                                  |                                                                  |                                                                  |                                                                  | Giovanna di Cossé Contessa d’Epinay Saint-Luc | Giovanna di Cossé Contessa d’Epinay Saint-Luc | Giovanna di Cossé Contessa d’Epinay Saint-Luc                   | Giovanna di Cossé Contessa d’Epinay Saint-Luc                   | Giovanna di Cossé Contessa d’Epinay Saint-Luc                   | Giovanna di Cossé Contessa d’Epinay Saint-Luc                   |                                                                 |                                                                 |  |  |  |  |  |  |  |  |  |  |  |  |  |  |  |  |  |  |  |  |  |  |  |  |  |  |  |  |  |  |  |  |  |  |  |  |  |  |  |  |  |  |  |  |  |  |  |  |  |  |  |  |
|  |  |                                                              |                                                              |                                                              |                                                              |                                                              |                                                              |  |  | Timoleone di Cossé 1543-1569 Conte di Brissac                        | Timoleone di Cossé 1543-1569 Conte di Brissac                        | Timoleone di Cossé 1543-1569 Conte di Brissac                        | Timoleone di Cossé 1543-1569 Conte di Brissac                        | Timoleone di Cossé 1543-1569 Conte di Brissac                        | Timoleone di Cossé 1543-1569 Conte di Brissac                        |  |  |                                                                                        |                                                                                        | Carlo II di Cossé 1562-1621 I Duca di Brissac e Maresciallo di Francia                       | Carlo II di Cossé 1562-1621 I Duca di Brissac e Maresciallo di Francia                       | Carlo II di Cossé 1562-1621 I Duca di Brissac e Maresciallo di Francia                       | Carlo II di Cossé 1562-1621 I Duca di Brissac e Maresciallo di Francia                       | Carlo II di Cossé 1562-1621 I Duca di Brissac e Maresciallo di Francia                       | Carlo II di Cossé 1562-1621 I Duca di Brissac e Maresciallo di Francia                       |                                                                        |                                                                        |                                                                        |                                                                        | Diana di Cossé Contessa di Mansfeld                                    | Diana di Cossé Contessa di Mansfeld                                    | Diana di Cossé Contessa di Mansfeld | Diana di Cossé Contessa di Mansfeld | Diana di Cossé Contessa di Mansfeld                              | Diana di Cossé Contessa di Mansfeld                              |                                                                  |                                                                  |                                                                  |                                                                  | Giovanna di Cossé Contessa d’Epinay Saint-Luc | Giovanna di Cossé Contessa d’Epinay Saint-Luc | Giovanna di Cossé Contessa d’Epinay Saint-Luc                   | Giovanna di Cossé Contessa d’Epinay Saint-Luc                   | Giovanna di Cossé Contessa d’Epinay Saint-Luc                   | Giovanna di Cossé Contessa d’Epinay Saint-Luc                   |                                                                 |                                                                 |  |  |  |  |  |  |  |  |  |  |  |  |  |  |  |  |  |  |  |  |  |  |  |  |  |  |  |  |  |  |  |  |  |  |  |  |  |  |  |  |  |  |  |  |  |  |  |  |  |  |  |  |
|  |  |                                                              |                                                              |                                                              |                                                              |                                                              |                                                              |  |  |                                                                      |                                                                      |                                                                      |                                                                      |                                                                      |                                                                      |  |  |                                                                                        |                                                                                        | Francesco di Cossé-Brissac 1585-1651 II Duca di Brissac                                      |                                                                                              |                                                                                              |                                                                                              |                                                                                              |                                                                                              |                                                                        |                                                                        |                                                                        |                                                                        |                                                                        |                                                                        |                                     |                                     |                                                                  |                                                                  |                                                                  |                                                                  |                                                                  |                                                                  |                                               |                                               |                                                                 |                                                                 |                                                                 |                                                                 |                                                                 |                                                                 |  |  |  |  |  |  |  |  |  |  |  |  |  |  |  |  |  |  |  |  |  |  |  |  |  |  |  |  |  |  |  |  |  |  |  |  |  |  |  |  |  |  |  |  |  |  |  |  |  |  |  |  |
|  |  |                                                              |                                                              |                                                              |                                                              |                                                              |                                                              |  |  |                                                                      |                                                                      |                                                                      |                                                                      |                                                                      |                                                                      |  |  |                                                                                        |                                                                                        |                                                                                              |                                                                                              |                                                                                              |                                                                                              |                                                                                              |                                                                                              |                                                                        |                                                                        |                                                                        |                                                                        |                                                                        |                                                                        |                                     |                                     |                                                                  |                                                                  |                                                                  |                                                                  |                                                                  |                                                                  |                                               |                                               |                                                                 |                                                                 |                                                                 |                                                                 |                                                                 |                                                                 |  |  |  |  |  |  |  |  |  |  |  |  |  |  |  |  |  |  |  |  |  |  |  |  |  |  |  |  |  |  |  |  |  |  |  |  |  |  |  |  |  |  |  |  |  |  |  |  |  |  |  |  |
|  |  |                                                              |                                                              |                                                              |                                                              |                                                              |                                                              |  |  |                                                                      |                                                                      |                                                                      |                                                                      |                                                                      |                                                                      |  |  |                                                                                        |                                                                                        |                                                                                              |                                                                                              |                                                                                              |                                                                                              |                                                                                              |                                                                                              |                                                                        |                                                                        |                                                                        |                                                                        |                                                                        |                                                                        |                                     |                                     |                                                                  |                                                                  |                                                                  |                                                                  |                                                                  |                                                                  |                                               |                                               |                                                                 |                                                                 |                                                                 |                                                                 |                                                                 |                                                                 |  |  |  |  |  |  |  |  |  |  |  |  |  |  |  |  |  |  |  |  |  |  |  |  |  |  |  |  |  |  |  |  |  |  |  |  |  |  |  |  |  |  |  |  |  |  |  |  |  |  |  |  |
|  |  |                                                              |                                                              |                                                              |                                                              |                                                              |                                                              |  |  | Luigi di Cossé-Brissac 1625-1661 III Duca di Brissac                 | Luigi di Cossé-Brissac 1625-1661 III Duca di Brissac                 | Luigi di Cossé-Brissac 1625-1661 III Duca di Brissac                 | Luigi di Cossé-Brissac 1625-1661 III Duca di Brissac                 | Luigi di Cossé-Brissac 1625-1661 III Duca di Brissac                 | Luigi di Cossé-Brissac 1625-1661 III Duca di Brissac                 |  |  |                                                                                        |                                                                                        | Timoleone di Cossé-Brissac 1626-1677                                                         | Timoleone di Cossé-Brissac 1626-1677                                                         | Timoleone di Cossé-Brissac 1626-1677                                                         | Timoleone di Cossé-Brissac 1626-1677                                                         | Timoleone di Cossé-Brissac 1626-1677                                                         | Timoleone di Cossé-Brissac 1626-1677                                                         |                                                                        |                                                                        |                                                                        |                                                                        |                                                                        |                                                                        |                                     |                                     |                                                                  |                                                                  |                                                                  |                                                                  |                                                                  |                                                                  |                                               |                                               |                                                                 |                                                                 |                                                                 |                                                                 |                                                                 |                                                                 |  |  |  |  |  |  |  |  |  |  |  |  |  |  |  |  |  |  |  |  |  |  |  |  |  |  |  |  |  |  |  |  |  |  |  |  |  |  |  |  |  |  |  |  |  |  |  |  |  |  |  |  |
|  |  |                                                              |                                                              |                                                              |                                                              |                                                              |                                                              |  |  | Luigi di Cossé-Brissac 1625-1661 III Duca di Brissac                 | Luigi di Cossé-Brissac 1625-1661 III Duca di Brissac                 | Luigi di Cossé-Brissac 1625-1661 III Duca di Brissac                 | Luigi di Cossé-Brissac 1625-1661 III Duca di Brissac                 | Luigi di Cossé-Brissac 1625-1661 III Duca di Brissac                 | Luigi di Cossé-Brissac 1625-1661 III Duca di Brissac                 |  |  |                                                                                        |                                                                                        | Timoleone di Cossé-Brissac 1626-1677                                                         | Timoleone di Cossé-Brissac 1626-1677                                                         | Timoleone di Cossé-Brissac 1626-1677                                                         | Timoleone di Cossé-Brissac 1626-1677                                                         | Timoleone di Cossé-Brissac 1626-1677                                                         | Timoleone di Cossé-Brissac 1626-1677                                                         |                                                                        |                                                                        |                                                                        |                                                                        |                                                                        |                                                                        |                                     |                                     |                                                                  |                                                                  |                                                                  |                                                                  |                                                                  |                                                                  |                                               |                                               |                                                                 |                                                                 |                                                                 |                                                                 |                                                                 |                                                                 |  |  |  |  |  |  |  |  |  |  |  |  |  |  |  |  |  |  |  |  |  |  |  |  |  |  |  |  |  |  |  |  |  |  |  |  |  |  |  |  |  |  |  |  |  |  |  |  |  |  |  |  |
|  |  |                                                              |                                                              |                                                              |                                                              |                                                              |                                                              |  |  | Enrico Alberto di Cossé-Brissac 1645-1698 IV Duca di Brissac         | Enrico Alberto di Cossé-Brissac 1645-1698 IV Duca di Brissac         | Enrico Alberto di Cossé-Brissac 1645-1698 IV Duca di Brissac         | Enrico Alberto di Cossé-Brissac 1645-1698 IV Duca di Brissac         | Enrico Alberto di Cossé-Brissac 1645-1698 IV Duca di Brissac         | Enrico Alberto di Cossé-Brissac 1645-1698 IV Duca di Brissac         |  |  |                                                                                        |                                                                                        | Artus Timoleone Luigi di Cossé-Brissac 1668-1709 V Duca di Brissac                           | Artus Timoleone Luigi di Cossé-Brissac 1668-1709 V Duca di Brissac                           | Artus Timoleone Luigi di Cossé-Brissac 1668-1709 V Duca di Brissac                           | Artus Timoleone Luigi di Cossé-Brissac 1668-1709 V Duca di Brissac                           | Artus Timoleone Luigi di Cossé-Brissac 1668-1709 V Duca di Brissac                           | Artus Timoleone Luigi di Cossé-Brissac 1668-1709 V Duca di Brissac                           |                                                                        |                                                                        |                                                                        |                                                                        |                                                                        |                                                                        |                                     |                                     |                                                                  |                                                                  |                                                                  |                                                                  |                                                                  |                                                                  |                                               |                                               |                                                                 |                                                                 |                                                                 |                                                                 |                                                                 |                                                                 |  |  |  |  |  |  |  |  |  |  |  |  |  |  |  |  |  |  |  |  |  |  |  |  |  |  |  |  |  |  |  |  |  |  |  |  |  |  |  |  |  |  |  |  |  |  |  |  |  |  |  |  |
|  |  |                                                              |                                                              |                                                              |                                                              |                                                              |                                                              |  |  | Enrico Alberto di Cossé-Brissac 1645-1698 IV Duca di Brissac         | Enrico Alberto di Cossé-Brissac 1645-1698 IV Duca di Brissac         | Enrico Alberto di Cossé-Brissac 1645-1698 IV Duca di Brissac         | Enrico Alberto di Cossé-Brissac 1645-1698 IV Duca di Brissac         | Enrico Alberto di Cossé-Brissac 1645-1698 IV Duca di Brissac         | Enrico Alberto di Cossé-Brissac 1645-1698 IV Duca di Brissac         |  |  |                                                                                        |                                                                                        | Artus Timoleone Luigi di Cossé-Brissac 1668-1709 V Duca di Brissac                           | Artus Timoleone Luigi di Cossé-Brissac 1668-1709 V Duca di Brissac                           | Artus Timoleone Luigi di Cossé-Brissac 1668-1709 V Duca di Brissac                           | Artus Timoleone Luigi di Cossé-Brissac 1668-1709 V Duca di Brissac                           | Artus Timoleone Luigi di Cossé-Brissac 1668-1709 V Duca di Brissac                           | Artus Timoleone Luigi di Cossé-Brissac 1668-1709 V Duca di Brissac                           |                                                                        |                                                                        |                                                                        |                                                                        |                                                                        |                                                                        |                                     |                                     |                                                                  |                                                                  |                                                                  |                                                                  |                                                                  |                                                                  |                                               |                                               |                                                                 |                                                                 |                                                                 |                                                                 |                                                                 |                                                                 |  |  |  |  |  |  |  |  |  |  |  |  |  |  |  |  |  |  |  |  |  |  |  |  |  |  |  |  |  |  |  |  |  |  |  |  |  |  |  |  |  |  |  |  |  |  |  |  |  |  |  |  |
|  |  |                                                              |                                                              |                                                              |                                                              |                                                              |                                                              |  |  |                                                                      |                                                                      |                                                                      |                                                                      |                                                                      |                                                                      |  |  |                                                                                        |                                                                                        |                                                                                              |                                                                                              |                                                                                              |                                                                                              |                                                                                              |                                                                                              |                                                                        |                                                                        |                                                                        |                                                                        |                                                                        |                                                                        |                                     |                                     |                                                                  |                                                                  |                                                                  |                                                                  |                                                                  |                                                                  |                                               |                                               |                                                                 |                                                                 |                                                                 |                                                                 |                                                                 |                                                                 |  |  |  |  |  |  |  |  |  |  |  |  |  |  |  |  |  |  |  |  |  |  |  |  |  |  |  |  |  |  |  |  |  |  |  |  |  |  |  |  |  |  |  |  |  |  |  |  |  |  |  |  |
|  |  |                                                              |                                                              |                                                              |                                                              |                                                              |                                                              |  |  | Carlo Timoleone Luigi di Cossé-Brissac 1693-1732 VI Duca di Brissac  | Carlo Timoleone Luigi di Cossé-Brissac 1693-1732 VI Duca di Brissac  | Carlo Timoleone Luigi di Cossé-Brissac 1693-1732 VI Duca di Brissac  | Carlo Timoleone Luigi di Cossé-Brissac 1693-1732 VI Duca di Brissac  | Carlo Timoleone Luigi di Cossé-Brissac 1693-1732 VI Duca di Brissac  | Carlo Timoleone Luigi di Cossé-Brissac 1693-1732 VI Duca di Brissac  |  |  |                                                                                        |                                                                                        | Gian Paolo Timoleone di Cossé-Brissac 1698-1780 VII Duca di Brissac e Maresciallo di Francia | Gian Paolo Timoleone di Cossé-Brissac 1698-1780 VII Duca di Brissac e Maresciallo di Francia | Gian Paolo Timoleone di Cossé-Brissac 1698-1780 VII Duca di Brissac e Maresciallo di Francia | Gian Paolo Timoleone di Cossé-Brissac 1698-1780 VII Duca di Brissac e Maresciallo di Francia | Gian Paolo Timoleone di Cossé-Brissac 1698-1780 VII Duca di Brissac e Maresciallo di Francia | Gian Paolo Timoleone di Cossé-Brissac 1698-1780 VII Duca di Brissac e Maresciallo di Francia |                                                                        |                                                                        |                                                                        |                                                                        |                                                                        |                                                                        |                                     |                                     |                                                                  |                                                                  |                                                                  |                                                                  |                                                                  |                                                                  |                                               |                                               | Renato Ugo di Cossé-Brissac 1702-1754 Conte di Cossé            | Renato Ugo di Cossé-Brissac 1702-1754 Conte di Cossé            | Renato Ugo di Cossé-Brissac 1702-1754 Conte di Cossé            | Renato Ugo di Cossé-Brissac 1702-1754 Conte di Cossé            | Renato Ugo di Cossé-Brissac 1702-1754 Conte di Cossé            | Renato Ugo di Cossé-Brissac 1702-1754 Conte di Cossé            |  |  |  |  |  |  |  |  |  |  |  |  |  |  |  |  |  |  |  |  |  |  |  |  |  |  |  |  |  |  |  |  |  |  |  |  |  |  |  |  |  |  |  |  |  |  |  |  |  |  |  |  |
|  |  |                                                              |                                                              |                                                              |                                                              |                                                              |                                                              |  |  | Carlo Timoleone Luigi di Cossé-Brissac 1693-1732 VI Duca di Brissac  | Carlo Timoleone Luigi di Cossé-Brissac 1693-1732 VI Duca di Brissac  | Carlo Timoleone Luigi di Cossé-Brissac 1693-1732 VI Duca di Brissac  | Carlo Timoleone Luigi di Cossé-Brissac 1693-1732 VI Duca di Brissac  | Carlo Timoleone Luigi di Cossé-Brissac 1693-1732 VI Duca di Brissac  | Carlo Timoleone Luigi di Cossé-Brissac 1693-1732 VI Duca di Brissac  |  |  |                                                                                        |                                                                                        | Gian Paolo Timoleone di Cossé-Brissac 1698-1780 VII Duca di Brissac e Maresciallo di Francia | Gian Paolo Timoleone di Cossé-Brissac 1698-1780 VII Duca di Brissac e Maresciallo di Francia | Gian Paolo Timoleone di Cossé-Brissac 1698-1780 VII Duca di Brissac e Maresciallo di Francia | Gian Paolo Timoleone di Cossé-Brissac 1698-1780 VII Duca di Brissac e Maresciallo di Francia | Gian Paolo Timoleone di Cossé-Brissac 1698-1780 VII Duca di Brissac e Maresciallo di Francia | Gian Paolo Timoleone di Cossé-Brissac 1698-1780 VII Duca di Brissac e Maresciallo di Francia |                                                                        |                                                                        |                                                                        |                                                                        |                                                                        |                                                                        |                                     |                                     |                                                                  |                                                                  |                                                                  |                                                                  |                                                                  |                                                                  |                                               |                                               | Renato Ugo di Cossé-Brissac 1702-1754 Conte di Cossé            | Renato Ugo di Cossé-Brissac 1702-1754 Conte di Cossé            | Renato Ugo di Cossé-Brissac 1702-1754 Conte di Cossé            | Renato Ugo di Cossé-Brissac 1702-1754 Conte di Cossé            | Renato Ugo di Cossé-Brissac 1702-1754 Conte di Cossé            | Renato Ugo di Cossé-Brissac 1702-1754 Conte di Cossé            |  |  |  |  |  |  |  |  |  |  |  |  |  |  |  |  |  |  |  |  |  |  |  |  |  |  |  |  |  |  |  |  |  |  |  |  |  |  |  |  |  |  |  |  |  |  |  |  |  |  |  |  |
|  |  |                                                              |                                                              |                                                              |                                                              |                                                              |                                                              |  |  |                                                                      |                                                                      |                                                                      |                                                                      |                                                                      |                                                                      |  |  |                                                                                        |                                                                                        |                                                                                              |                                                                                              |                                                                                              |                                                                                              |                                                                                              |                                                                                              |                                                                        |                                                                        |                                                                        |                                                                        |                                                                        |                                                                        |                                     |                                     |                                                                  |                                                                  |                                                                  |                                                                  |                                                                  |                                                                  |                                               |                                               |                                                                 |                                                                 |                                                                 |                                                                 |                                                                 |                                                                 |  |  |  |  |  |  |  |  |  |  |  |  |  |  |  |  |  |  |  |  |  |  |  |  |  |  |  |  |  |  |  |  |  |  |  |  |  |  |  |  |  |  |  |  |  |  |  |  |  |  |  |  |
|  |  | Luigi di Noialles                                            | Luigi di Noialles                                            | Luigi di Noialles                                            | Luigi di Noialles                                            | Luigi di Noialles                                            | Luigi di Noialles                                            |  |  | Caterina di Cossé-Brissac 1724-1794                                  | Caterina di Cossé-Brissac 1724-1794                                  | Caterina di Cossé-Brissac 1724-1794                                  | Caterina di Cossé-Brissac 1724-1794                                  | Caterina di Cossé-Brissac 1724-1794                                  | Caterina di Cossé-Brissac 1724-1794                                  |  |  | Luigi Giuseppe Timoleone di Cossé-Brissac 1733-1759                                    | Luigi Giuseppe Timoleone di Cossé-Brissac 1733-1759                                    | Luigi Giuseppe Timoleone di Cossé-Brissac 1733-1759                                          | Luigi Giuseppe Timoleone di Cossé-Brissac 1733-1759                                          | Luigi Giuseppe Timoleone di Cossé-Brissac 1733-1759                                          | Luigi Giuseppe Timoleone di Cossé-Brissac 1733-1759                                          |                                                                                              |                                                                                              | Luigi Ercole Timoleone di Cossé-Brissac 1734-1792 VIII Duca di Brissac | Luigi Ercole Timoleone di Cossé-Brissac 1734-1792 VIII Duca di Brissac | Luigi Ercole Timoleone di Cossé-Brissac 1734-1792 VIII Duca di Brissac | Luigi Ercole Timoleone di Cossé-Brissac 1734-1792 VIII Duca di Brissac | Luigi Ercole Timoleone di Cossé-Brissac 1734-1792 VIII Duca di Brissac | Luigi Ercole Timoleone di Cossé-Brissac 1734-1792 VIII Duca di Brissac |                                     |                                     | Adelaide di Cossé-Brissac 1765-1820                              | Adelaide di Cossé-Brissac 1765-1820                              | Adelaide di Cossé-Brissac 1765-1820                              | Adelaide di Cossé-Brissac 1765-1820                              | Adelaide di Cossé-Brissac 1765-1820                              | Adelaide di Cossé-Brissac 1765-1820                              |                                               |                                               | Giacinto Ugo Timoleone di Cossé-Brissac 1746-1813 Duca di Cossé | Giacinto Ugo Timoleone di Cossé-Brissac 1746-1813 Duca di Cossé | Giacinto Ugo Timoleone di Cossé-Brissac 1746-1813 Duca di Cossé | Giacinto Ugo Timoleone di Cossé-Brissac 1746-1813 Duca di Cossé | Giacinto Ugo Timoleone di Cossé-Brissac 1746-1813 Duca di Cossé | Giacinto Ugo Timoleone di Cossé-Brissac 1746-1813 Duca di Cossé |  |  |  |  |  |  |  |  |  |  |  |  |  |  |  |  |  |  |  |  |  |  |  |  |  |  |  |  |  |  |  |  |  |  |  |  |  |  |  |  |  |  |  |  |  |  |  |  |  |  |  |  |
|  |  | Luigi di Noialles                                            | Luigi di Noialles                                            | Luigi di Noialles                                            | Luigi di Noialles                                            | Luigi di Noialles                                            | Luigi di Noialles                                            |  |  | Caterina di Cossé-Brissac 1724-1794                                  | Caterina di Cossé-Brissac 1724-1794                                  | Caterina di Cossé-Brissac 1724-1794                                  | Caterina di Cossé-Brissac 1724-1794                                  | Caterina di Cossé-Brissac 1724-1794                                  | Caterina di Cossé-Brissac 1724-1794                                  |  |  | Luigi Giuseppe Timoleone di Cossé-Brissac 1733-1759                                    | Luigi Giuseppe Timoleone di Cossé-Brissac 1733-1759                                    | Luigi Giuseppe Timoleone di Cossé-Brissac 1733-1759                                          | Luigi Giuseppe Timoleone di Cossé-Brissac 1733-1759                                          | Luigi Giuseppe Timoleone di Cossé-Brissac 1733-1759                                          | Luigi Giuseppe Timoleone di Cossé-Brissac 1733-1759                                          |                                                                                              |                                                                                              | Luigi Ercole Timoleone di Cossé-Brissac 1734-1792 VIII Duca di Brissac | Luigi Ercole Timoleone di Cossé-Brissac 1734-1792 VIII Duca di Brissac | Luigi Ercole Timoleone di Cossé-Brissac 1734-1792 VIII Duca di Brissac | Luigi Ercole Timoleone di Cossé-Brissac 1734-1792 VIII Duca di Brissac | Luigi Ercole Timoleone di Cossé-Brissac 1734-1792 VIII Duca di Brissac | Luigi Ercole Timoleone di Cossé-Brissac 1734-1792 VIII Duca di Brissac |                                     |                                     | Adelaide di Cossé-Brissac 1765-1820                              | Adelaide di Cossé-Brissac 1765-1820                              | Adelaide di Cossé-Brissac 1765-1820                              | Adelaide di Cossé-Brissac 1765-1820                              | Adelaide di Cossé-Brissac 1765-1820                              | Adelaide di Cossé-Brissac 1765-1820                              |                                               |                                               | Giacinto Ugo Timoleone di Cossé-Brissac 1746-1813 Duca di Cossé | Giacinto Ugo Timoleone di Cossé-Brissac 1746-1813 Duca di Cossé | Giacinto Ugo Timoleone di Cossé-Brissac 1746-1813 Duca di Cossé | Giacinto Ugo Timoleone di Cossé-Brissac 1746-1813 Duca di Cossé | Giacinto Ugo Timoleone di Cossé-Brissac 1746-1813 Duca di Cossé | Giacinto Ugo Timoleone di Cossé-Brissac 1746-1813 Duca di Cossé |  |  |  |  |  |  |  |  |  |  |  |  |  |  |  |  |  |  |  |  |  |  |  |  |  |  |  |  |  |  |  |  |  |  |  |  |  |  |  |  |  |  |  |  |  |  |  |  |  |  |  |  |
|  |  |                                                              |                                                              |                                                              |                                                              |                                                              |                                                              |  |  |                                                                      |                                                                      |                                                                      |                                                                      |                                                                      |                                                                      |  |  |                                                                                        |                                                                                        |                                                                                              |                                                                                              |                                                                                              |                                                                                              |                                                                                              |                                                                                              |                                                                        |                                                                        |                                                                        |                                                                        |                                                                        |                                                                        |                                     |                                     |                                                                  |                                                                  |                                                                  |                                                                  |                                                                  |                                                                  |                                               |                                               |                                                                 |                                                                 |                                                                 |                                                                 |                                                                 |                                                                 |  |  |  |  |  |  |  |  |  |  |  |  |  |  |  |  |  |  |  |  |  |  |  |  |  |  |  |  |  |  |  |  |  |  |  |  |  |  |  |  |  |  |  |  |  |  |  |  |  |  |  |  |
|  |  |                                                              |                                                              |                                                              |                                                              |                                                              |                                                              |  |  |                                                                      |                                                                      |                                                                      |                                                                      |                                                                      |                                                                      |  |  |                                                                                        |                                                                                        |                                                                                              |                                                                                              |                                                                                              |                                                                                              |                                                                                              |                                                                                              |                                                                        |                                                                        |                                                                        |                                                                        |                                                                        |                                                                        |                                     |                                     |                                                                  |                                                                  |                                                                  |                                                                  |                                                                  |                                                                  |                                               |                                               |                                                                 |                                                                 |                                                                 |                                                                 |                                                                 |                                                                 |  |  |  |  |  |  |  |  |  |  |  |  |  |  |  |  |  |  |  |  |  |  |  |  |  |  |  |  |  |  |  |  |  |  |  |  |  |  |  |  |  |  |  |  |  |  |  |  |  |  |  |  |
|  |  |                                                              |                                                              |                                                              |                                                              |                                                              |                                                              |  |  |                                                                      |                                                                      |                                                                      |                                                                      |                                                                      |                                                                      |  |  | Desiré di Cossé-Brissac 1793-1870                                                      | Desiré di Cossé-Brissac 1793-1870                                                      | Desiré di Cossé-Brissac 1793-1870                                                            | Desiré di Cossé-Brissac 1793-1870                                                            | Desiré di Cossé-Brissac 1793-1870                                                            | Desiré di Cossé-Brissac 1793-1870                                                            |                                                                                              |                                                                                              | Carlo di Cossé-Brissac                                                 | Carlo di Cossé-Brissac                                                 | Carlo di Cossé-Brissac                                                 | Carlo di Cossé-Brissac                                                 | Carlo di Cossé-Brissac                                                 | Carlo di Cossé-Brissac                                                 |                                     |                                     | Agostino Timoleone di Cossé-Brissac 1775-1848 IX Duca di Brissac | Agostino Timoleone di Cossé-Brissac 1775-1848 IX Duca di Brissac | Agostino Timoleone di Cossé-Brissac 1775-1848 IX Duca di Brissac | Agostino Timoleone di Cossé-Brissac 1775-1848 IX Duca di Brissac | Agostino Timoleone di Cossé-Brissac 1775-1848 IX Duca di Brissac | Agostino Timoleone di Cossé-Brissac 1775-1848 IX Duca di Brissac |                                               |                                               |                                                                 |                                                                 |                                                                 |                                                                 |                                                                 |                                                                 |  |  |  |  |  |  |  |  |  |  |  |  |  |  |  |  |  |  |  |  |  |  |  |  |  |  |  |  |  |  |  |  |  |  |  |  |  |  |  |  |  |  |  |  |  |  |  |  |  |  |  |  |
|  |  |                                                              |                                                              |                                                              |                                                              |                                                              |                                                              |  |  |                                                                      |                                                                      |                                                                      |                                                                      |                                                                      |                                                                      |  |  | Desiré di Cossé-Brissac 1793-1870                                                      | Desiré di Cossé-Brissac 1793-1870                                                      | Desiré di Cossé-Brissac 1793-1870                                                            | Desiré di Cossé-Brissac 1793-1870                                                            | Desiré di Cossé-Brissac 1793-1870                                                            | Desiré di Cossé-Brissac 1793-1870                                                            |                                                                                              |                                                                                              | Carlo di Cossé-Brissac                                                 | Carlo di Cossé-Brissac                                                 | Carlo di Cossé-Brissac                                                 | Carlo di Cossé-Brissac                                                 | Carlo di Cossé-Brissac                                                 | Carlo di Cossé-Brissac                                                 |                                     |                                     | Agostino Timoleone di Cossé-Brissac 1775-1848 IX Duca di Brissac | Agostino Timoleone di Cossé-Brissac 1775-1848 IX Duca di Brissac | Agostino Timoleone di Cossé-Brissac 1775-1848 IX Duca di Brissac | Agostino Timoleone di Cossé-Brissac 1775-1848 IX Duca di Brissac | Agostino Timoleone di Cossé-Brissac 1775-1848 IX Duca di Brissac | Agostino Timoleone di Cossé-Brissac 1775-1848 IX Duca di Brissac |                                               |                                               |                                                                 |                                                                 |                                                                 |                                                                 |                                                                 |                                                                 |  |  |  |  |  |  |  |  |  |  |  |  |  |  |  |  |  |  |  |  |  |  |  |  |  |  |  |  |  |  |  |  |  |  |  |  |  |  |  |  |  |  |  |  |  |  |  |  |  |  |  |  |
|  |  |                                                              |                                                              |                                                              |                                                              |                                                              |                                                              |  |  |                                                                      |                                                                      |                                                                      |                                                                      |                                                                      |                                                                      |  |  |                                                                                        |                                                                                        |                                                                                              |                                                                                              |                                                                                              |                                                                                              |                                                                                              |                                                                                              |                                                                        |                                                                        |                                                                        |                                                                        |                                                                        |                                                                        |                                     |                                     |                                                                  |                                                                  |                                                                  |                                                                  |                                                                  |                                                                  |                                               |                                               |                                                                 |                                                                 |                                                                 |                                                                 |                                                                 |                                                                 |  |  |  |  |  |  |  |  |  |  |  |  |  |  |  |  |  |  |  |  |  |  |  |  |  |  |  |  |  |  |  |  |  |  |  |  |  |  |  |  |  |  |  |  |  |  |  |  |  |  |  |  |
|  |  | Enrico Carlo Anna Maria Timoleone di Cossé-Brissac 1822-1887 | Enrico Carlo Anna Maria Timoleone di Cossé-Brissac 1822-1887 | Enrico Carlo Anna Maria Timoleone di Cossé-Brissac 1822-1887 | Enrico Carlo Anna Maria Timoleone di Cossé-Brissac 1822-1887 | Enrico Carlo Anna Maria Timoleone di Cossé-Brissac 1822-1887 | Enrico Carlo Anna Maria Timoleone di Cossé-Brissac 1822-1887 |  |  | Clotilde di Cossé-Brissac 1824-1866                                  | Clotilde di Cossé-Brissac 1824-1866                                  | Clotilde di Cossé-Brissac 1824-1866                                  | Clotilde di Cossé-Brissac 1824-1866                                  | Clotilde di Cossé-Brissac 1824-1866                                  | Clotilde di Cossé-Brissac 1824-1866                                  |  |  | Maria Berta di Cossé-Brissac 1825-1896                                                 | Maria Berta di Cossé-Brissac 1825-1896                                                 | Maria Berta di Cossé-Brissac 1825-1896                                                       | Maria Berta di Cossé-Brissac 1825-1896                                                       | Maria Berta di Cossé-Brissac 1825-1896                                                       | Maria Berta di Cossé-Brissac 1825-1896                                                       |                                                                                              |                                                                                              | Ferdinando di Cossé-Brissac 1826-1905                                  | Ferdinando di Cossé-Brissac 1826-1905                                  | Ferdinando di Cossé-Brissac 1826-1905                                  | Ferdinando di Cossé-Brissac 1826-1905                                  | Ferdinando di Cossé-Brissac 1826-1905                                  | Ferdinando di Cossé-Brissac 1826-1905                                  |                                     |                                     | Timoleone di Cossé-Brissac 1813-1888 X Duca di Brissac           | Timoleone di Cossé-Brissac 1813-1888 X Duca di Brissac           | Timoleone di Cossé-Brissac 1813-1888 X Duca di Brissac           | Timoleone di Cossé-Brissac 1813-1888 X Duca di Brissac           | Timoleone di Cossé-Brissac 1813-1888 X Duca di Brissac           | Timoleone di Cossé-Brissac 1813-1888 X Duca di Brissac           |                                               |                                               |                                                                 |                                                                 |                                                                 |                                                                 |                                                                 |                                                                 |  |  |  |  |  |  |  |  |  |  |  |  |  |  |  |  |  |  |  |  |  |  |  |  |  |  |  |  |  |  |  |  |  |  |  |  |  |  |  |  |  |  |  |  |  |  |  |  |  |  |  |  |
|  |  | Enrico Carlo Anna Maria Timoleone di Cossé-Brissac 1822-1887 | Enrico Carlo Anna Maria Timoleone di Cossé-Brissac 1822-1887 | Enrico Carlo Anna Maria Timoleone di Cossé-Brissac 1822-1887 | Enrico Carlo Anna Maria Timoleone di Cossé-Brissac 1822-1887 | Enrico Carlo Anna Maria Timoleone di Cossé-Brissac 1822-1887 | Enrico Carlo Anna Maria Timoleone di Cossé-Brissac 1822-1887 |  |  | Clotilde di Cossé-Brissac 1824-1866                                  | Clotilde di Cossé-Brissac 1824-1866                                  | Clotilde di Cossé-Brissac 1824-1866                                  | Clotilde di Cossé-Brissac 1824-1866                                  | Clotilde di Cossé-Brissac 1824-1866                                  | Clotilde di Cossé-Brissac 1824-1866                                  |  |  | Maria Berta di Cossé-Brissac 1825-1896                                                 | Maria Berta di Cossé-Brissac 1825-1896                                                 | Maria Berta di Cossé-Brissac 1825-1896                                                       | Maria Berta di Cossé-Brissac 1825-1896                                                       | Maria Berta di Cossé-Brissac 1825-1896                                                       | Maria Berta di Cossé-Brissac 1825-1896                                                       |                                                                                              |                                                                                              | Ferdinando di Cossé-Brissac 1826-1905                                  | Ferdinando di Cossé-Brissac 1826-1905                                  | Ferdinando di Cossé-Brissac 1826-1905                                  | Ferdinando di Cossé-Brissac 1826-1905                                  | Ferdinando di Cossé-Brissac 1826-1905                                  | Ferdinando di Cossé-Brissac 1826-1905                                  |                                     |                                     | Timoleone di Cossé-Brissac 1813-1888 X Duca di Brissac           | Timoleone di Cossé-Brissac 1813-1888 X Duca di Brissac           | Timoleone di Cossé-Brissac 1813-1888 X Duca di Brissac           | Timoleone di Cossé-Brissac 1813-1888 X Duca di Brissac           | Timoleone di Cossé-Brissac 1813-1888 X Duca di Brissac           | Timoleone di Cossé-Brissac 1813-1888 X Duca di Brissac           |                                               |                                               |                                                                 |                                                                 |                                                                 |                                                                 |                                                                 |                                                                 |  |  |  |  |  |  |  |  |  |  |  |  |  |  |  |  |  |  |  |  |  |  |  |  |  |  |  |  |  |  |  |  |  |  |  |  |  |  |  |  |  |  |  |  |  |  |  |  |  |  |  |  |
|  |  |                                                              |                                                              |                                                              |                                                              |                                                              |                                                              |  |  |                                                                      |                                                                      |                                                                      |                                                                      |                                                                      |                                                                      |  |  |                                                                                        |                                                                                        |                                                                                              |                                                                                              |                                                                                              |                                                                                              |                                                                                              |                                                                                              |                                                                        |                                                                        |                                                                        |                                                                        |                                                                        |                                                                        |                                     |                                     | Rolando di Cossé-Brissac 1843-1871 Marchese di Brissac           |                                                                  |                                                                  |                                                                  |                                                                  |                                                                  |                                               |                                               |                                                                 |                                                                 |                                                                 |                                                                 |                                                                 |                                                                 |  |  |  |  |  |  |  |  |  |  |  |  |  |  |  |  |  |  |  |  |  |  |  |  |  |  |  |  |  |  |  |  |  |  |  |  |  |  |  |  |  |  |  |  |  |  |  |  |  |  |  |  |
|  |  |                                                              |                                                              |                                                              |                                                              |                                                              |                                                              |  |  |                                                                      |                                                                      |                                                                      |                                                                      |                                                                      |                                                                      |  |  |                                                                                        |                                                                                        |                                                                                              |                                                                                              |                                                                                              |                                                                                              |                                                                                              |                                                                                              |                                                                        |                                                                        |                                                                        |                                                                        |                                                                        |                                                                        |                                     |                                     |                                                                  |                                                                  |                                                                  |                                                                  |                                                                  |                                                                  |                                               |                                               |                                                                 |                                                                 |                                                                 |                                                                 |                                                                 |                                                                 |  |  |  |  |  |  |  |  |  |  |  |  |  |  |  |  |  |  |  |  |  |  |  |  |  |  |  |  |  |  |  |  |  |  |  |  |  |  |  |  |  |  |  |  |  |  |  |  |  |  |  |  |
|  |  |                                                              |                                                              |                                                              |                                                              |                                                              |                                                              |  |  |                                                                      |                                                                      |                                                                      |                                                                      |                                                                      |                                                                      |  |  |                                                                                        |                                                                                        |                                                                                              |                                                                                              |                                                                                              |                                                                                              |                                                                                              |                                                                                              |                                                                        |                                                                        |                                                                        |                                                                        |                                                                        |                                                                        |                                     |                                     |                                                                  |                                                                  |                                                                  |                                                                  |                                                                  |                                                                  |                                               |                                               |                                                                 |                                                                 |                                                                 |                                                                 |                                                                 |                                                                 |  |  |  |  |  |  |  |  |  |  |  |  |  |  |  |  |  |  |  |  |  |  |  |  |  |  |  |  |  |  |  |  |  |  |  |  |  |  |  |  |  |  |  |  |  |  |  |  |  |  |  |  |
|  |  |                                                              |                                                              |                                                              |                                                              |                                                              |                                                              |  |  |                                                                      |                                                                      |                                                                      |                                                                      |                                                                      |                                                                      |  |  |                                                                                        |                                                                                        |                                                                                              |                                                                                              |                                                                                              |                                                                                              |                                                                                              |                                                                                              | Francesco di Cossé-Brissac 1868-1944 XI Duca di Brissac                | Francesco di Cossé-Brissac 1868-1944 XI Duca di Brissac                | Francesco di Cossé-Brissac 1868-1944 XI Duca di Brissac                | Francesco di Cossé-Brissac 1868-1944 XI Duca di Brissac                | Francesco di Cossé-Brissac 1868-1944 XI Duca di Brissac                | Francesco di Cossé-Brissac 1868-1944 XI Duca di Brissac                |                                     |                                     | Diana di Cossé-Brissac                                           | Diana di Cossé-Brissac                                           | Diana di Cossé-Brissac                                           | Diana di Cossé-Brissac                                           | Diana di Cossé-Brissac                                           | Diana di Cossé-Brissac                                           |                                               |                                               |                                                                 |                                                                 |                                                                 |                                                                 |                                                                 |                                                                 |  |  |  |  |  |  |  |  |  |  |  |  |  |  |  |  |  |  |  |  |  |  |  |  |  |  |  |  |  |  |  |  |  |  |  |  |  |  |  |  |  |  |  |  |  |  |  |  |  |  |  |  |
|  |  |                                                              |                                                              |                                                              |                                                              |                                                              |                                                              |  |  |                                                                      |                                                                      |                                                                      |                                                                      |                                                                      |                                                                      |  |  |                                                                                        |                                                                                        |                                                                                              |                                                                                              |                                                                                              |                                                                                              |                                                                                              |                                                                                              | Francesco di Cossé-Brissac 1868-1944 XI Duca di Brissac                | Francesco di Cossé-Brissac 1868-1944 XI Duca di Brissac                | Francesco di Cossé-Brissac 1868-1944 XI Duca di Brissac                | Francesco di Cossé-Brissac 1868-1944 XI Duca di Brissac                | Francesco di Cossé-Brissac 1868-1944 XI Duca di Brissac                | Francesco di Cossé-Brissac 1868-1944 XI Duca di Brissac                |                                     |                                     | Diana di Cossé-Brissac                                           | Diana di Cossé-Brissac                                           | Diana di Cossé-Brissac                                           | Diana di Cossé-Brissac                                           | Diana di Cossé-Brissac                                           | Diana di Cossé-Brissac                                           |                                               |                                               |                                                                 |                                                                 |                                                                 |                                                                 |                                                                 |                                                                 |  |  |  |  |  |  |  |  |  |  |  |  |  |  |  |  |  |  |  |  |  |  |  |  |  |  |  |  |  |  |  |  |  |  |  |  |  |  |  |  |  |  |  |  |  |  |  |  |  |  |  |  |
|  |  |                                                              |                                                              |                                                              |                                                              |                                                              |                                                              |  |  |                                                                      |                                                                      |                                                                      |                                                                      |                                                                      |                                                                      |  |  |                                                                                        |                                                                                        |                                                                                              |                                                                                              |                                                                                              |                                                                                              |                                                                                              |                                                                                              |                                                                        |                                                                        |                                                                        |                                                                        |                                                                        |                                                                        |                                     |                                     |                                                                  |                                                                  |                                                                  |                                                                  |                                                                  |                                                                  |                                               |                                               |                                                                 |                                                                 |                                                                 |                                                                 |                                                                 |                                                                 |  |  |  |  |  |  |  |  |  |  |  |  |  |  |  |  |  |  |  |  |  |  |  |  |  |  |  |  |  |  |  |  |  |  |  |  |  |  |  |  |  |  |  |  |  |  |  |  |  |  |  |  |
|  |  |                                                              |                                                              |                                                              |                                                              |                                                              |                                                              |  |  |                                                                      |                                                                      |                                                                      |                                                                      |                                                                      |                                                                      |  |  | Simone Carlo Timoleone Pietro di Cossé-Brissac 1900-1993 XII Duca di Brissac           | Simone Carlo Timoleone Pietro di Cossé-Brissac 1900-1993 XII Duca di Brissac           | Simone Carlo Timoleone Pietro di Cossé-Brissac 1900-1993 XII Duca di Brissac                 | Simone Carlo Timoleone Pietro di Cossé-Brissac 1900-1993 XII Duca di Brissac                 | Simone Carlo Timoleone Pietro di Cossé-Brissac 1900-1993 XII Duca di Brissac                 | Simone Carlo Timoleone Pietro di Cossé-Brissac 1900-1993 XII Duca di Brissac                 |                                                                                              |                                                                                              | Rolando di Cossé-Brissac 1898-1936 Marchese di Brissac                 | Rolando di Cossé-Brissac 1898-1936 Marchese di Brissac                 | Rolando di Cossé-Brissac 1898-1936 Marchese di Brissac                 | Rolando di Cossé-Brissac 1898-1936 Marchese di Brissac                 | Rolando di Cossé-Brissac 1898-1936 Marchese di Brissac                 | Rolando di Cossé-Brissac 1898-1936 Marchese di Brissac                 |                                     |                                     |                                                                  |                                                                  |                                                                  |                                                                  |                                                                  |                                                                  |                                               |                                               |                                                                 |                                                                 |                                                                 |                                                                 |                                                                 |                                                                 |  |  |  |  |  |  |  |  |  |  |  |  |  |  |  |  |  |  |  |  |  |  |  |  |  |  |  |  |  |  |  |  |  |  |  |  |  |  |  |  |  |  |  |  |  |  |  |  |  |  |  |  |
|  |  |                                                              |                                                              |                                                              |                                                              |                                                              |                                                              |  |  |                                                                      |                                                                      |                                                                      |                                                                      |                                                                      |                                                                      |  |  | Simone Carlo Timoleone Pietro di Cossé-Brissac 1900-1993 XII Duca di Brissac           | Simone Carlo Timoleone Pietro di Cossé-Brissac 1900-1993 XII Duca di Brissac           | Simone Carlo Timoleone Pietro di Cossé-Brissac 1900-1993 XII Duca di Brissac                 | Simone Carlo Timoleone Pietro di Cossé-Brissac 1900-1993 XII Duca di Brissac                 | Simone Carlo Timoleone Pietro di Cossé-Brissac 1900-1993 XII Duca di Brissac                 | Simone Carlo Timoleone Pietro di Cossé-Brissac 1900-1993 XII Duca di Brissac                 |                                                                                              |                                                                                              | Rolando di Cossé-Brissac 1898-1936 Marchese di Brissac                 | Rolando di Cossé-Brissac 1898-1936 Marchese di Brissac                 | Rolando di Cossé-Brissac 1898-1936 Marchese di Brissac                 | Rolando di Cossé-Brissac 1898-1936 Marchese di Brissac                 | Rolando di Cossé-Brissac 1898-1936 Marchese di Brissac                 | Rolando di Cossé-Brissac 1898-1936 Marchese di Brissac                 |                                     |                                     |                                                                  |                                                                  |                                                                  |                                                                  |                                                                  |                                                                  |                                               |                                               |                                                                 |                                                                 |                                                                 |                                                                 |                                                                 |                                                                 |  |  |  |  |  |  |  |  |  |  |  |  |  |  |  |  |  |  |  |  |  |  |  |  |  |  |  |  |  |  |  |  |  |  |  |  |  |  |  |  |  |  |  |  |  |  |  |  |  |  |  |  |
|  |  |                                                              |                                                              |                                                              |                                                              |                                                              |                                                              |  |  |                                                                      |                                                                      |                                                                      |                                                                      |                                                                      |                                                                      |  |  |                                                                                        |                                                                                        |                                                                                              |                                                                                              |                                                                                              |                                                                                              |                                                                                              |                                                                                              |                                                                        |                                                                        |                                                                        |                                                                        |                                                                        |                                                                        |                                     |                                     |                                                                  |                                                                  |                                                                  |                                                                  |                                                                  |                                                                  |                                               |                                               |                                                                 |                                                                 |                                                                 |                                                                 |                                                                 |                                                                 |  |  |  |  |  |  |  |  |  |  |  |  |  |  |  |  |  |  |  |  |  |  |  |  |  |  |  |  |  |  |  |  |  |  |  |  |  |  |  |  |  |  |  |  |  |  |  |  |  |  |  |  |
|  |  |                                                              |                                                              |                                                              |                                                              |                                                              |                                                              |  |  | Pietro Maria di Cossé-Brissac 1925                                   | Pietro Maria di Cossé-Brissac 1925                                   | Pietro Maria di Cossé-Brissac 1925                                   | Pietro Maria di Cossé-Brissac 1925                                   | Pietro Maria di Cossé-Brissac 1925                                   | Pietro Maria di Cossé-Brissac 1925                                   |  |  | Eugenio Maria Timoleone Francesco di Cossé-Brissac 1929-2021 XIII Duca di Brissac      | Eugenio Maria Timoleone Francesco di Cossé-Brissac 1929-2021 XIII Duca di Brissac      | Eugenio Maria Timoleone Francesco di Cossé-Brissac 1929-2021 XIII Duca di Brissac            | Eugenio Maria Timoleone Francesco di Cossé-Brissac 1929-2021 XIII Duca di Brissac            | Eugenio Maria Timoleone Francesco di Cossé-Brissac 1929-2021 XIII Duca di Brissac            | Eugenio Maria Timoleone Francesco di Cossé-Brissac 1929-2021 XIII Duca di Brissac            |                                                                                              |                                                                                              | Giles di Cossé-Brissac 1935-2001                                       | Giles di Cossé-Brissac 1935-2001                                       | Giles di Cossé-Brissac 1935-2001                                       | Giles di Cossé-Brissac 1935-2001                                       | Giles di Cossé-Brissac 1935-2001                                       | Giles di Cossé-Brissac 1935-2001                                       |                                     |                                     | Elvira di Cossé-Brissac 1939                                     | Elvira di Cossé-Brissac 1939                                     | Elvira di Cossé-Brissac 1939                                     | Elvira di Cossé-Brissac 1939                                     | Elvira di Cossé-Brissac 1939                                     | Elvira di Cossé-Brissac 1939                                     |                                               |                                               |                                                                 |                                                                 |                                                                 |                                                                 |                                                                 |                                                                 |  |  |  |  |  |  |  |  |  |  |  |  |  |  |  |  |  |  |  |  |  |  |  |  |  |  |  |  |  |  |  |  |  |  |  |  |  |  |  |  |  |  |  |  |  |  |  |  |  |  |  |  |
|  |  |                                                              |                                                              |                                                              |                                                              |                                                              |                                                              |  |  | Pietro Maria di Cossé-Brissac 1925                                   | Pietro Maria di Cossé-Brissac 1925                                   | Pietro Maria di Cossé-Brissac 1925                                   | Pietro Maria di Cossé-Brissac 1925                                   | Pietro Maria di Cossé-Brissac 1925                                   | Pietro Maria di Cossé-Brissac 1925                                   |  |  | Eugenio Maria Timoleone Francesco di Cossé-Brissac 1929-2021 XIII Duca di Brissac      | Eugenio Maria Timoleone Francesco di Cossé-Brissac 1929-2021 XIII Duca di Brissac      | Eugenio Maria Timoleone Francesco di Cossé-Brissac 1929-2021 XIII Duca di Brissac            | Eugenio Maria Timoleone Francesco di Cossé-Brissac 1929-2021 XIII Duca di Brissac            | Eugenio Maria Timoleone Francesco di Cossé-Brissac 1929-2021 XIII Duca di Brissac            | Eugenio Maria Timoleone Francesco di Cossé-Brissac 1929-2021 XIII Duca di Brissac            |                                                                                              |                                                                                              | Giles di Cossé-Brissac 1935-2001                                       | Giles di Cossé-Brissac 1935-2001                                       | Giles di Cossé-Brissac 1935-2001                                       | Giles di Cossé-Brissac 1935-2001                                       | Giles di Cossé-Brissac 1935-2001                                       | Giles di Cossé-Brissac 1935-2001                                       |                                     |                                     | Elvira di Cossé-Brissac 1939                                     | Elvira di Cossé-Brissac 1939                                     | Elvira di Cossé-Brissac 1939                                     | Elvira di Cossé-Brissac 1939                                     | Elvira di Cossé-Brissac 1939                                     | Elvira di Cossé-Brissac 1939                                     |                                               |                                               |                                                                 |                                                                 |                                                                 |                                                                 |                                                                 |                                                                 |  |  |  |  |  |  |  |  |  |  |  |  |  |  |  |  |  |  |  |  |  |  |  |  |  |  |  |  |  |  |  |  |  |  |  |  |  |  |  |  |  |  |  |  |  |  |  |  |  |  |  |  |
|  |  |                                                              |                                                              |                                                              |                                                              |                                                              |                                                              |  |  |                                                                      |                                                                      |                                                                      |                                                                      |                                                                      |                                                                      |  |  |                                                                                        |                                                                                        |                                                                                              |                                                                                              |                                                                                              |                                                                                              |                                                                                              |                                                                                              |                                                                        |                                                                        |                                                                        |                                                                        |                                                                        |                                                                        |                                     |                                     |                                                                  |                                                                  |                                                                  |                                                                  |                                                                  |                                                                  |                                               |                                               |                                                                 |                                                                 |                                                                 |                                                                 |                                                                 |                                                                 |  |  |  |  |  |  |  |  |  |  |  |  |  |  |  |  |  |  |  |  |  |  |  |  |  |  |  |  |  |  |  |  |  |  |  |  |  |  |  |  |  |  |  |  |  |  |  |  |  |  |  |  |
|  |  | Agnese Alessandra Maria Benvenuta di Cossé-Brissac 1960      | Agnese Alessandra Maria Benvenuta di Cossé-Brissac 1960      | Agnese Alessandra Maria Benvenuta di Cossé-Brissac 1960      | Agnese Alessandra Maria Benvenuta di Cossé-Brissac 1960      | Agnese Alessandra Maria Benvenuta di Cossé-Brissac 1960      | Agnese Alessandra Maria Benvenuta di Cossé-Brissac 1960      |  |  | Angelica Patrizia Maria di Cossé-Brissac 1965                        | Angelica Patrizia Maria di Cossé-Brissac 1965                        | Angelica Patrizia Maria di Cossé-Brissac 1965                        | Angelica Patrizia Maria di Cossé-Brissac 1965                        | Angelica Patrizia Maria di Cossé-Brissac 1965                        | Angelica Patrizia Maria di Cossé-Brissac 1965                        |  |  | Carlo Andrea Raimondo Timoleone Uberto Maria di Cossé-Brissac 1962 XIV Duca di Brissac | Carlo Andrea Raimondo Timoleone Uberto Maria di Cossé-Brissac 1962 XIV Duca di Brissac | Carlo Andrea Raimondo Timoleone Uberto Maria di Cossé-Brissac 1962 XIV Duca di Brissac       | Carlo Andrea Raimondo Timoleone Uberto Maria di Cossé-Brissac 1962 XIV Duca di Brissac       | Carlo Andrea Raimondo Timoleone Uberto Maria di Cossé-Brissac 1962 XIV Duca di Brissac       | Carlo Andrea Raimondo Timoleone Uberto Maria di Cossé-Brissac 1962 XIV Duca di Brissac       |                                                                                              |                                                                                              | Maria Antonietta Elvira di Cossé-Brissac 1968                          | Maria Antonietta Elvira di Cossé-Brissac 1968                          | Maria Antonietta Elvira di Cossé-Brissac 1968                          | Maria Antonietta Elvira di Cossé-Brissac 1968                          | Maria Antonietta Elvira di Cossé-Brissac 1968                          | Maria Antonietta Elvira di Cossé-Brissac 1968                          |                                     |                                     | Pietro Emanuele Timoleone Maria Raimondo di Cossé-Brissac 1974   | Pietro Emanuele Timoleone Maria Raimondo di Cossé-Brissac 1974   | Pietro Emanuele Timoleone Maria Raimondo di Cossé-Brissac 1974   | Pietro Emanuele Timoleone Maria Raimondo di Cossé-Brissac 1974   | Pietro Emanuele Timoleone Maria Raimondo di Cossé-Brissac 1974   | Pietro Emanuele Timoleone Maria Raimondo di Cossé-Brissac 1974   |                                               |                                               |                                                                 |                                                                 |                                                                 |                                                                 |                                                                 |                                                                 |  |  |  |  |  |  |  |  |  |  |  |  |  |  |  |  |  |  |  |  |  |  |  |  |  |  |  |  |  |  |  |  |  |  |  |  |  |  |  |  |  |  |  |  |  |  |  |  |  |  |  |  |
|  |  | Agnese Alessandra Maria Benvenuta di Cossé-Brissac 1960      | Agnese Alessandra Maria Benvenuta di Cossé-Brissac 1960      | Agnese Alessandra Maria Benvenuta di Cossé-Brissac 1960      | Agnese Alessandra Maria Benvenuta di Cossé-Brissac 1960      | Agnese Alessandra Maria Benvenuta di Cossé-Brissac 1960      | Agnese Alessandra Maria Benvenuta di Cossé-Brissac 1960      |  |  | Angelica Patrizia Maria di Cossé-Brissac 1965                        | Angelica Patrizia Maria di Cossé-Brissac 1965                        | Angelica Patrizia Maria di Cossé-Brissac 1965                        | Angelica Patrizia Maria di Cossé-Brissac 1965                        | Angelica Patrizia Maria di Cossé-Brissac 1965                        | Angelica Patrizia Maria di Cossé-Brissac 1965                        |  |  | Carlo Andrea Raimondo Timoleone Uberto Maria di Cossé-Brissac 1962 XIV Duca di Brissac | Carlo Andrea Raimondo Timoleone Uberto Maria di Cossé-Brissac 1962 XIV Duca di Brissac | Carlo Andrea Raimondo Timoleone Uberto Maria di Cossé-Brissac 1962 XIV Duca di Brissac       | Carlo Andrea Raimondo Timoleone Uberto Maria di Cossé-Brissac 1962 XIV Duca di Brissac       | Carlo Andrea Raimondo Timoleone Uberto Maria di Cossé-Brissac 1962 XIV Duca di Brissac       | Carlo Andrea Raimondo Timoleone Uberto Maria di Cossé-Brissac 1962 XIV Duca di Brissac       |                                                                                              |                                                                                              | Maria Antonietta Elvira di Cossé-Brissac 1968                          | Maria Antonietta Elvira di Cossé-Brissac 1968                          | Maria Antonietta Elvira di Cossé-Brissac 1968                          | Maria Antonietta Elvira di Cossé-Brissac 1968                          | Maria Antonietta Elvira di Cossé-Brissac 1968                          | Maria Antonietta Elvira di Cossé-Brissac 1968                          |                                     |                                     | Pietro Emanuele Timoleone Maria Raimondo di Cossé-Brissac 1974   | Pietro Emanuele Timoleone Maria Raimondo di Cossé-Brissac 1974   | Pietro Emanuele Timoleone Maria Raimondo di Cossé-Brissac 1974   | Pietro Emanuele Timoleone Maria Raimondo di Cossé-Brissac 1974   | Pietro Emanuele Timoleone Maria Raimondo di Cossé-Brissac 1974   | Pietro Emanuele Timoleone Maria Raimondo di Cossé-Brissac 1974   |                                               |                                               |                                                                 |                                                                 |                                                                 |                                                                 |                                                                 |                                                                 |  |  |  |  |  |  |  |  |  |  |  |  |  |  |  |  |  |  |  |  |  |  |  |  |  |  |  |  |  |  |  |  |  |  |  |  |  |  |  |  |  |  |  |  |  |  |  |  |  |  |  |  |
|  |  |                                                              |                                                              |                                                              |                                                              |                                                              |                                                              |  |  |                                                                      |                                                                      |                                                                      |                                                                      |                                                                      |                                                                      |  |  |                                                                                        |                                                                                        |                                                                                              |                                                                                              |                                                                                              |                                                                                              |                                                                                              |                                                                                              |                                                                        |                                                                        |                                                                        |                                                                        |                                                                        |                                                                        |                                     |                                     |                                                                  |                                                                  |                                                                  |                                                                  |                                                                  |                                                                  |                                               |                                               |                                                                 |                                                                 |                                                                 |                                                                 |                                                                 |                                                                 |  |  |  |  |  |  |  |  |  |  |  |  |  |  |  |  |  |  |  |  |  |  |  |  |  |  |  |  |  |  |  |  |  |  |  |  |  |  |  |  |  |  |  |  |  |  |  |  |  |  |  |  |
|  |  |                                                              |                                                              |                                                              |                                                              |                                                              |                                                              |  |  | Laszlo Francesco Timoleone Maria di Cossé-Brissac 1994               | Laszlo Francesco Timoleone Maria di Cossé-Brissac 1994               | Laszlo Francesco Timoleone Maria di Cossé-Brissac 1994               | Laszlo Francesco Timoleone Maria di Cossé-Brissac 1994               | Laszlo Francesco Timoleone Maria di Cossé-Brissac 1994               | Laszlo Francesco Timoleone Maria di Cossé-Brissac 1994               |  |  | Delia Larissa Daisy Maria di Cossé-Brissac 1998                                        | Delia Larissa Daisy Maria di Cossé-Brissac 1998                                        | Delia Larissa Daisy Maria di Cossé-Brissac 1998                                              | Delia Larissa Daisy Maria di Cossé-Brissac 1998                                              | Delia Larissa Daisy Maria di Cossé-Brissac 1998                                              | Delia Larissa Daisy Maria di Cossé-Brissac 1998                                              |                                                                                              |                                                                                              | Irina Natalia Anastasia Maria di Cossé-Brissac 1996                    | Irina Natalia Anastasia Maria di Cossé-Brissac 1996                    | Irina Natalia Anastasia Maria di Cossé-Brissac 1996                    | Irina Natalia Anastasia Maria di Cossé-Brissac 1996                    | Irina Natalia Anastasia Maria di Cossé-Brissac 1996                    | Irina Natalia Anastasia Maria di Cossé-Brissac 1996                    |                                     |                                     | Annabella Elisabetta Olimpia Felicia Maria di Cossé-Brissac 2002 | Annabella Elisabetta Olimpia Felicia Maria di Cossé-Brissac 2002 | Annabella Elisabetta Olimpia Felicia Maria di Cossé-Brissac 2002 | Annabella Elisabetta Olimpia Felicia Maria di Cossé-Brissac 2002 | Annabella Elisabetta Olimpia Felicia Maria di Cossé-Brissac 2002 | Annabella Elisabetta Olimpia Felicia Maria di Cossé-Brissac 2002 |                                               |                                               |                                                                 |                                                                 |                                                                 |                                                                 |                                                                 |                                                                 |  |  |  |  |  |  |  |  |  |  |  |  |  |  |  |  |  |  |  |  |  |  |  |  |  |  |  |  |  |  |  |  |  |  |  |  |  |  |  |  |  |  |  |  |  |  |  |  |  |  |  |  |